# سنتان وثمانية شهور وثماني وعشرون ليلة
سنتان وثمانية شهور وثماني وعشرون ليلة (بالإنجليزية: Two Years Eight Months and Twenty-Eight Nights)‏ هي رواية للكاتب البريطاني سلمان رشدي، نشرت عام 2015، عن دار نشر جوناثان.

## القصة
تدور أحداث الرواية في نيويورك في مستقبل قريب. ويحكي عن الجن وأميرة جنية وأولادها خلال فترة الغرابة. فبعد عاصفة كبير تفتح الشقوق بين عالم الجن وعالم البشر وتخرج ظواهر غريب مثل الجن الأسود لتغزو الأرض. وتحتاج الأميرة الجنية وأولادها إلى القتال للدفاع عن الأرض والبشر ضد العفاريت الكبيرة. وخلال ذلك كله يقوم كل من الفيلسوف ابن رشد وعالم الدين الغزالي بمناظرة حول العقل والرب.